# 송호대학교
송호대학교(松湖大學校, Songho University)는 강원특별자치도 횡성군에 있는 대한민국의 전문대학이다.

## 연혁
1999년 12월 20일, 학교법인 송호학원에 의하여 송호대학이 설립되었다. 이듬해 3월 6일 개교하였다. 2011년 송호대학교로 교명을 변경하여 현재에 이른다.
한편, 2012년과 2013년에 교육과학기술부가 정부재정지원제한대학으로 제한한 바 있다. 2015년과 2016년에 대학구조개혁평가에서 D등급을 받은 바 있다. 다만, 2017년 해당 조치로 인한 재정 지원 제한 조치가 해제되었다. 2018년, 대학기본역량진단에서 역량강화대학으로 선정된 이력이 있다.

## 교육편제
송호대학교는 2022년 기준, 인문학계열, 보건계열, 자연계열, 예체능계열, 공학계열 등 자체적으로 5계열을 설정하고 하위로 14개 학과를 편제하고 전문학사 학위 과정을 교수하고 있다.